# Sansanosmilus
Il sansanosmilo (gen. Sansanosmilus) è un mammifero carnivoro vissuto nel Miocene (circa tra 13,6 e 11,1 milioni di anni fa) in Europa.

## Tassonomia
Le parentele del sansanosmilo sono state ricondotte alla famiglia dei felidi, ma recentemente attribuite ad alcune forme più primitive, note come barbourofelidi, caratteristiche del Miocene. In precedenza il sansanosmilo e i suoi parenti erano stati classificati nella famiglia dei nimravidi, carnivori simili a leopardi, ma dotati di zampe dalla struttura più primitiva. Di recente, però, alcune caratteristiche di Sansanosmilus e dei suoi simili hanno indotto gli scienziati a considerarli stretti parenti dei felidi veri e propri, dall'evoluzione non ancora ben definita.
Nel 1961 il paleontologo L. Ginsburg, analizzando le ossa del piede, concluse che il Sansanosmilus possedeva un'andatura plantigrada confrontabile con quella del felide Pseudaelurus ritrovato nello stesso sito. In questo si differenziava dai successivi barbourofelidi che invece avevano una postura semi-plantigrada o semi-digitigrada.

## Descrizione
L'aspetto di questo predatore, grande quanto un leopardo, richiama moltissimo quello delle tigri dai denti a sciabola: due zanne allungate sporgevano dalla mascella superiore, ed erano senza dubbio armi micidiali.
Aveva zampe corte, una struttura molto muscolosa e una coda lunga. Si ritiene che avesse una lunghezza di circa 1,5 metri e un peso attorno agli 80 kg.
Il sansanosmilo viveva nelle pianure dell'Europa nel Miocene medio, predando ungulati comuni a quell'epoca. I suoi resti sono stati rinvenuti in Francia e Germania. Alcune specie vengono spesso ascritte a un altro genere, Albanosmilus. La specie più conosciuta è S. palmidens.